# راک‌فورد (ایلینوی)
راک‌فورد، ایلینوی (به انگلیسی: Rockford, Illinois) یک شهر در ایالات متحده آمریکا است که در ایلی‌نوی واقع شده‌است.